# Равена (Нью-Йорк)
Равена (англ. Ravena) — селище (англ. village) в США, в окрузі Олбані штату Нью-Йорк. Населення — 3271 особа (2020).

## Географія
Равена розташована за координатами 42°28′32″ пн. ш. 73°48′40″ зх. д. / 42.47556° пн. ш. 73.81111° зх. д. (42.475546, -73.811214).  За даними Бюро перепису населення США в 2010 році селище мало площу 3,81 км², з яких 3,80 км² — суходіл та 0,01 км² — водойми.

## Демографія
Згідно з переписом 2010 року, у селищі мешкало 3268 осіб у 1338 домогосподарствах у складі 851 родини. Густота населення становила 857 осіб/км².  Було 1514 помешкання (397/км²).
Расовий склад населення:
| - 90,2 % — білих - 4,4 % — чорних або афроамериканців - 0,9 % — азіатів - 0,2 % — корінних американців - 2,0 % — осіб інших рас |

До двох чи більше рас належало 2,3 %. Частка іспаномовних становила 7,5 % від усіх жителів.
За віковим діапазоном населення розподілялося таким чином: 24,4 % — особи молодші 18 років, 63,1 % — особи у віці 18—64 років, 12,5 % — особи у віці 65 років та старші. Медіана віку мешканця становила 37,7 року. На 100 осіб жіночої статі у селищі припадало 94,2 чоловіків;  на 100 жінок у віці від 18 років та старших — 90,8 чоловіків також старших 18 років.
Середній дохід на одне домашнє господарство  становив 55 473 долари США (медіана — 48 895), а середній дохід на одну сім'ю — 68 947 доларів (медіана — 65 000). Медіана доходів становила 40 958 доларів для чоловіків та 41 314 долари для жінок. За межею бідності перебувало 12,0 % осіб, у тому числі 8,1 % дітей у віці до 18 років та 1,8 % осіб у віці 65 років та старших.
Цивільне працевлаштоване населення становило 1627 осіб. Основні галузі зайнятості: публічна адміністрація — 20,2 %, освіта, охорона здоров'я та соціальна допомога — 17,5 %, науковці, спеціалісти, менеджери — 15,2 %, роздрібна торгівля — 14,3 %.